# Raijieli Daveua
Raijieli Daveau (Fiji, 30 de maio de 1992) é uma jogadora de rugby sevens fijiana.

## Carreira
Raijieli Daveau integrou o elenco da Seleção Fijiana Feminina de Rugbi de Sevens, na Rio 2016, que foi 8º colocada.